# Хершковиц, Ноа
Ноа Хершковиц (англ. Noah Hershkowitz; 16 августа 1941, Нью-Йорк — 13 ноября 2020, Мадисон) — американский физик, специалист по физике плазмы.

## Биография
Хершковиц родился в Бруклине, учился в Высшей школе музыки и искусства. В 1962 году получил степень бакалавра в Юнион-колледже, в 1966 году в Университете Джонса Хопкинса защитил докторскую диссертацию по экспериментальной мёссбауэровской спектроскопии (научный руководитель — Джеймс Калвин Уокер). После года преподавания в своей альма-матер перешёл на физический факультет Айовского университета. Был приглашённым профессором Калифорнийского университета в Лос-Анджелесе (1974-1975) и Колорадского университета в Боулдере (1980-1981). С 1981 года занимал пост профессора и затем почётного лэнгмюровского профессора технической физики (англ. Irving Langmuir Professor Emeritus of Engineering Physics) Висконсинского университета в Мадисоне. В 1992 году основал и стал первым главным редактором журнала Plasma Sources Science and Technology, был также младшим редактором журналов Physics of Fluids и Physical Review Letters.
Ранние работы Хершковица посвящены ядерной физике, в начале 1970-х годов он переключился на физику плазмы. Исследовал свойства солитонов, двойных электрических слоёв и электростатических оболочек в плазме, разработал методику эмиссионных зондов для регистрации электростатического потенциала в плазме. С начала 1980-х годов занимался проблемой магнитного удержания плазмы, создал в Висконсинском университете несколько крупных установок — Phaedrus, систему на основе тандема магнитных зеркал, в которой впервые удалось стабилизировать плазму с помощью внешнего радиочастотного поля, и токамак Phaedrus-T. С конца 1980-х годов активно разрабатывал применения низкотемпературной плазмы для обработки полупроводниковых материалов с целью их дальнейшего использования в электронной промышленности; руководил группой плазменного травления Центра плазменной обработки (англ. Center for Plasma Aided Manufacturing) при Висконсинском университете, а затем и самим центром.
В 40 лет Хершковицу был поставлен диагноз рассеянный склероз, значительную часть карьеры он был прикован к инвалидной коляске, участвовал в работе комитетов по вопросам инвалидности при Висконсинском университете и Американском физическом обществе. Был женат на протяжении 58 лет, отец двух дочерей.

## Награды и отличия
- Действительный член Американского физического общества (1981)
- Действительный член IEEE (1981)
- Премия Джеймса Клерка Максвелла по физике плазмы[англ.] (2004)
- Премия Марии Склодовской-Кюри[англ.] (2015)

## Избранные публикации
- Hershkowitz N., Romesser T. Observations of ion-acoustic cylindrical solitons // Physical Review Letters. — 1974. — Vol. 32, № 11. — P. 581-583. — doi:10.1103/PhysRevLett.32.581.
- Leung K.N., Hershkowitz N., MacKenzie K.R. Plasma confinement by localized cusps // Physics of Fluids. — 1976. — Vol. 19, № 7. — P. 1045-1053. — doi:10.1063/1.861575.
- Coakley P., Hershkowitz N., Hubbard R., Joyce G. Experimental observations of strong double layers // Physical Review Letters. — 1978. — Vol. 40, № 4. — P. 230-233. — doi:10.1103/PhysRevLett.40.230.
- Smith J.R., Hershkowitz N., Coakley P. Inflection-point method of interpreting emissive probe characteristics // Review of Scientific Instruments. — 1979. — Vol. 50, № 2. — P. 210-218. — doi:10.1063/1.1135789.
- Coakley P., Hershkowitz N. Laboratory double layers // Physics of Fluids. — 1979. — Vol. 22, № 6. — P. 1171-1181. — doi:10.1063/1.862719.
- Hershkowitz N. Review of recent laboratory double layer experiments // Space Science Reviews. — 1985. — Vol. 41, № 3-4. — P. 351-391. — doi:10.1007/BF00190655.
- Hershkowitz N. Sheaths: More complicated than think // Physics of Plasmas. — 2005. — Vol. 12, № 5. — P. 055502. — doi:10.1063/1.1887189.
- Sheehan J.P., Hershkowitz N. Emissive probes // Plasma Sources Science and Technology. — 2011. — Vol. 20, № 6. — P. 063001. — doi:10.1088/0963-0252/20/6/063001.